# Petra Damm
Petra Damm (* 20. März 1961 in Vorsfelde) ist eine ehemalige deutsche Fußballspielerin.

## Spielerkarriere

### Vereine
Damm begann beim SSV Vorsfelde mit dem Fußballspielen. Von 1980 bis 1993 kam die 161 cm große Mittelfeldspielerin für den VfR Eintracht Wolfsburg zum Einsatz, zunächst in der Staffel Ost der Landesliga Niedersachsen innerhalb des Niedersächsischen Fußballverbandes. Als Niedersachsenpokal-Sieger 1983 war ihre Mannschaft als Teilnehmer am Wettbewerb um den DFB-Pokal qualifiziert. Nachdem sie mit ihrer Mannschaft erfolgreich das Achtel-, Viertel- und Halbfinale gestalten konnte, gehörte sie der Mannschaft an, die am 31. Mai 1984 im Frankfurter Waldstadion vor 10.000 Zuschauern der SSG 09 Bergisch Gladbach gegenüberstand. Petra Bartelmann und Gaby Dlugi-Winterberg sorgten mit ihren Toren zum 1:0 in der 28. und zum 2:0 in der 78. Minute für den Sieg der Mannschaft aus Bergisch Gladbach. In der Zeit von 1986 bis 1990 bestritt sie in der Regionalliga Nord Punktspiele. Als Zweitplatzierter 1987 war ihre Mannschaft für die Teilnahme an der Endrunde der Deutschen Meisterschaft qualifiziert, schied jedoch im Achtelfinale mit 1:3 gegen Tennis Borussia Berlin aus dieser aus, wie auch 1990 im Viertelfinale mit 3:5 gegen den VfL Sindelfingen. Von 1990 bis 1993 spielte sie zuletzt in der seinerzeit zweigleisigen Bundesliga, in der sie 54 Punktspiele bestritt und 13 Tore erzielte.

### Auswahl-/Nationalmannschaft
Als Spielerin des VfR Eintracht Wolfsburg gehörte sie auch der Auswahlmannschaft des Niedersächsischen Fußballverbandes an, die das Finale um den erstmals in der Saison 1980/81 vom DFB eingeführten Wettbewerb um den Länderpokal gegen die Auswahlmannschaft des Fußball-Verbandes Mittelrhein am 10. Mai 1981 in Bergisch Gladbach mit 0:1 durch das Tor von Tina Theune-Meyer verlor.
Damm bestritt für die A-Nationalmannschaft 46 Länderspiele, in denen sie zwei Tore erzielte. Ihr Debüt gab sie am 21. November 1984 in Waalwijk beim 1:1-Remis im Testspiel gegen die Nationalmannschaft der Niederlande mit Einwechslung für Rosi Eichenlaub in der 46. Minute. Ihr erstes Länderspieltor erzielte sie am 15. April 1986 in Straubing beim 2:1-Sieg im Testspiel gegen die Nationalmannschaft Ungarns mit dem Treffer zum 1:0 in der 46. Minute. Außer ihren 21 Testspielen bestritt sie 14 EM-Qualifikationsspiele, sieben EM- und vier WM-Spiele. Bei der vom 28. Juni bis 2. Juli 1989 im eigenen Land und bei der om 10. bis 14. Juli 1991 in Dänemark ausgetragenen Europameisterschaft wurde der Titel mit 4:1 und 3:1 n. V. jeweils über die Nationalmannschaft Norwegens gewonnen.
Sie gehörte zum Aufgebot bei der Weltmeisterschaftspremiere 1991 in China und bestritt mit dem Spiel um Platz 3 bei der 0:4-Niederlage gegen die Nationalmannschaft Schwedens ihr letztes Länderspiel.

### Erfolge
Nationalmannschaft
- Weltmeisterschafts-Vierter 1991
- Europameister 1989, 1991

Auswahlmannschaft
- Finalist Länderpokal 1981

VfR Eintracht Wolfsburg
- DFB-Pokal-Finalist 1984
- Niedersachsenmeister 1982, 1984
- Niedersachsenpokal-Sieger 1983, 1985, 1988, 1989, 1990

### Auszeichnungen
- Silbernes Lorbeerblatt 1990
- Aufnahme in die „Hall of Fame“ des niedersächsischen Sports[2]
- Niedersachsens Fußballerin des Jahres 1992

## Trainerkarriere
Von 1999 bis 2002 war sie als Trainerin des WSV Wendschott und in der Saison 2012/13 des VfL Wolfsburg II tätig.